# Route nationale 387
Pour les articles homonymes, voir Route 387.
La route nationale 387 ou RN 387 était une route nationale française reliant la RN 77 (carrefour de Mazagran, commune de Tourcelles-Chaumont) à Poix-Terron. Elle permet notamment de relier Charleville-Mézières à Châlons-en-Champagne. À la suite de la réforme de 1972, elle a été déclassée en RD 987.

## Ancien tracé de Mazagran à Poix-Terron (D 987)
- Mazagran, commune de Tourcelles-Chaumont (km 0)
- Coulommes, commune de Coulommes-et-Marqueny (km 6)
- Attigny (km 10)
- Charbogne (km 13)
- La Bérésina, commune d'Écordal (km 17)
- Le Pré Boulet, commune de Guincourt (km 18)
- La Briqueterie, commune de Mazerny (km 24)
- Mazerny (km 26)
- La Bascule, commune de Mazerny (km 27)
- Poix-Terron (km 29)

Voir le tracé de la RN 387 sur Google Maps